# Garcinia verticillata
Garcinia verticillata är en tvåhjärtbladig växtart som först beskrevs av Ignatz Urban, och fick sitt nu gällande namn av Alain H. Liogier. Garcinia verticillata ingår i släktet Garcinia och familjen Clusiaceae. Inga underarter finns listade i Catalogue of Life.